# You Are Killing Me
You Are Killing Me è un singolo del gruppo alternative rock statunitense The Dandy Warhols, pubblicato nel 2016 ed estratto dall'album Distortland.

## Tracce
1. You Are Killing Me – 3:41

## Video
Il videoclip della canzone, diretto da Mark Helfrich, vede la partecipazione dell'attore Joe Dallesandro nel ruolo di se stesso.